# Suiza en los Juegos Paralímpicos de Roma 1960
Suiza estuvo representada en los Juegos Paralímpicos de Roma 1960 por diecinueve deportistas, dieciocho hombres y una mujer.

## Medallistas
El equipo paralímpico suizo obtuvo las siguientes medallas:
| Nombre        | Deporte   | Evento                               |
| ------------- | --------- | ------------------------------------ |
| Oro           |           |                                      |
| Denis Favre   | Natación  | 50 m crol completo clase 5 masculino |
| Plata         |           |                                      |
| Denis Favre   | Atletismo | Jabalina C masculino                 |
| Denis Favre   | Atletismo | Peso C masculino                     |
| Simone Knusli | Natación  | 25 m braza completa clase 2 femenino |
| Bronce        |           |                                      |
| —             |           |                                      |